# Careproctus scaphopterus
Careproctus scaphopterus är en fiskart som beskrevs av Anatoly Petrovich Andriashev och Stein, 1998. Careproctus scaphopterus ingår i släktet Careproctus och familjen Liparidae. Inga underarter finns listade.